# Oeuvre van Jacob de Haan
Hieronder volgt een lijst van composities van componist Jacob de Haan:

## Composities

### Werken voor koor
- 2003 Missa Brevis[1] – gemengd koor met orgel of harmonie- fanfareorkest of brassband, of strijkorkest of variabel ensemble
- 2006 Missa Katharina – sopraan solo, gemengd koor met orgel of harmonie- fanfareorkest of brassband, of strijkorkest of variabel ensemble
- 2007 Cantica de Sancto Benedicto – cantate voor gemengd koor, sopraan solo, harmonieorkest (en orgel ad lib.)
- 2009 The Web – voor gemengd koor, sopraan solo, spreekstem en harmonieorkest (deel III van zijn 1e symfonie "The Book of Urizen" op teksten van William Blake)
- 2016 The Gospel Mass – gemengd (gospel)koor met combo en harmonie- fanfareorkest)
- 2016 Missa Santa Cecilia – gemengd koor met orgel of harmonieorkest

### Symfonieën
- 2009 Symphony No. 1: The Book of Urizen voor sopraan solo, spreker en harmonieorkest
  1. The Vision
  2. The Creation
  3. The Web (met gemengd koor toegevoegd)

- 2018 Symphony No. 2: Salamander Symphony voor harmonieorkest[2]
  1. City Express
  2. Heim(weh)
  3. Pillars of Enterprise

### Werken voor zangers en orkest
- 2008 Stufen op een gedicht van Hermann Hesse voor mezzo sopraan en symfonieorkest of harmonieorkest.
- 2008 Achterbergliederen op gedichten van Gerrit Achterberg solo stem en harmonieorkest.
- 2011 Trois Odelettes op gedichten van Gérard de Nerval voor sopraan en harmonie- fanfareorkest.
- 2012 Besinnung op een gedicht van Hermann Hesse voor mezzo sopraan en symfonieorkest of harmonieorkest.
- 2014 Augen in der Großstadt op een gedicht van Kurt Tucholsky voor solo stem en harmonieorkest
- 2018 Markus-Passion voor mezzo sopraan, bariton, spreekstem en harmonieorkest.

### Werken voor harmonieorkest
- 1983 East-Anglia
- 1984 Crazy Music in the Air
- 1986 Grounds
- 1986 Dreaming
- 1986 Fresena (March)
- 1986 Fox from the North
- 1986 Suite Symétrique
  1. Prélude et Scherzo
  2. Choral Dorien
  3. Rondo d'Avignon
- 1987 Free World Fantasy
- 1987 Song of Praise
- 1988 Carribean Variations on a Tune
- 1988 Cornfield Rock
- 1988 Discoduction
- 1989 Oregon[1] (Fantasy for band)
- 1989 Queens Park Melody
- 1990 La Storia[1]
- 1990 Hanseatic Suite
  1. Deventer
  2. Kampen
  3. Doesburg
  4. Zutphen
- 1991 Martini (March)
- 1992 Pastorale Symphonique
- 1992 Variazioni in Blue
- 1993 The Universal Band Collection
  1. Western Girl
  2. Just a Ballad
  3. Play the Game
  4. San Diego
  5. Final Dance
- 1993 Majestic Prelude[1]
- 1994 Utopia
- 1995 Concerto d'Amore
- 1995 Diogenes[1]
- 1995 Westfort Overture
- 1996 Symphonic Variations
- 1997 Ross Roy Overture for Band
- 1997 Choral Music
- 1997 Contrasto Grosso
- 1998 Adagietto
- 1998 Yellow Mountains
- 1999 Symphonic Variations
- 1999 Pacific Dreams[1]
- 2000 German Love-song
- 2001 Festa Paesana
- 2001 Ammerland
- 2001 Pasadena
- 2001 Virginia
- 2002 Dakota – Indian sketches
  1. The Great Spirit
  2. Buffalo Hunting
  3. Smoking the Pipe
  4. The Ghost Dance
  5. Pilgrims at Wounded Knee
- 2003 The Saint and the City
- 2003 The Blues Factory
- 2004 Bridge Between Nations
- 2004 Everest (March)
- 2004 Singapore Rhapsody
- 2004 Remembrance Day
- 2005 Nordic Fanfare and Hymn[1]
- 2006 Eventide
- 2006 Kraftwerk
- 2006 The Musical Village
- 2006 Pioneers of the Lowlands (March)
- 2007 Nerval's Poems – with a vocal solo part ad lib.
  1. Prologue
  2. Une allée du Luxembourg
  3. Espagne
  4. Chanson Gothique
  5. Notre-Dame de Paris
- 2007 The Heart of Lithuania
- 2008 Legend of a Mountain
- 2008 Border Zone
- 2008 The Fields
- 2009 Jubilate!
- 2009 Arkansas
- 2009 Bliss
- 2009 Monterosi
- 2009 Memorial Suite in C Minor (A Centenary Tribute to Holst's First Suite in E-Flat)
  1. Chaconne
  2. Scherzo
  3. Song without Words
  4. March
- 2010 Mirage "March"
- 2010 Elegy I (Jealousy)
- 2010 Nostalgia voor hobo solo en harmonieorkest
- 2010 Viterbo (March)
- 2010 Lentini's Ballad
- 2010 Dances & Sonnets – met declamatie van sonnetten
- 2010 Ministry of Winds
- 2011 Fanfare for Korea
- 2011 Loraine
- 2011 In Memoriam
- 2012 Queen of the Dolomites
- 2012 Sa Música
- 2012 Laguna di Grado
- 2012 Goddess of Jeju Island
- 2012 Golden Pass
- 2013 Odilia
- 2013 Call of the Valley[1]
- 2013 Campus Intrada[1]
- 2015 Caldas da Rainha
- 2015 Images of Bellac
- 2015 River City
- 2016 The Duke of Albany
  1. Prince of Renaissance
  2. Countess of Auvergne
  3. The Holy Chapel
- 2016 The White Stone
- 2016 Manzara
- 2016 Pisa
- 2017 Along the Weser
- 2017 Castrum Alemorum
- 2017 Town of the Seven Hills
  1. Introduction and Historical March
  2. Silk and Tulle
  3. Memories of a Tragedy
  4. Funfair St. Clair
- 2018 Sbandiamo!

### Werken voor fanfareorkest
- 1983 East-Anglia
- 1984 Crazy Music in the Air
- 1986 Grounds
- 1986 Dreaming
- 1986 Fresena (March)
- 1986 Fox from the North
- 1986 Suite Symétrique
  1. Prélude et Scherzo
  2. Choral Dorien
  3. Rondo d'Avignon
- 1987 Free World Fantasy
- 1987 Song of Praise
- 1988 Carribean Variations on a Tune
- 1988 Cornfield Rock
- 1988 Discoduction
- 1989 Oregon (Fantasy for band)
- 1989 Queens Park Melody
- 1990 La Storia
- 1990 Hanseatic Suite
  1. Deventer
  2. Kampen
  3. Doesburg
  4. Zutphen
- 1991 Martini (March)
- 1992 Variazioni in Blue
- 1993 The Universal Band Collection
  1. Western Girl
  2. Just a Ballad
  3. Play the Game
  4. San Diego
  5. Final Dance
- 1993 Majestic Prelude
- 1994 Utopia
- 1995 Concerto d'Amore[1]
- 1995 Diogenes
- 1995 Westfort Overture
- 1996 Symphonic Variations
- 1997 Ross Roy[1] Overture for Band
- 1997 Choral Music
- 1997 Contrasto Grosso
- 1998 Adagietto
- 1998 Yellow Mountains
- 1999 Symphonic Variations
- 1999 Pacific Dreams
- 2000 German Love-song
- 2001 Festa Paesana
- 2001 Ammerland
- 2001 Pasadena
- 2001 Virginia
- 2002 Dakota – Indian sketches
  1. The Great Spirit
  2. Buffalo Hunting
  3. Smoking the Pipe
  4. The Ghost Dance
  5. Pilgrims at Wounded Knee
- 2003 The Saint and the City[1]
- 2003 The Blues Factory
- 2004 Everest (March)
- 2004 Singapore Rhapsody
- 2004 The Seminar Hymn
- 2004 Remembrance Day
- 2005 Nordic Fanfare and Hymn
- 2006 Eventide
- 2006 Kraftwerk
- 2006 The Musical Village
- 2006 Pioneers of the Lowlands (March)
- 2007 Nerval's Poems – with a vocal solo part ad lib.
  1. Prologue
  2. Une allée du Luxembourg
  3. Espagne
  4. Chanson Gothique
  5. Notre-Dame de Paris
- 2007 The Heart of Lithuania
- 2008 Legend of a Mountain
- 2008 Border Zone
- 2008 The Fields
- 2009 Arkansas
- 2009 Bliss
- 2009 Monterosi
- 2010 Mirage "March"
- 2010 Elegy I (Jealousy)
- 2010 Viterbo (March)
- 2010 Dances & Sonnets – met declamatie van sonnetten
- 2010 't Ministerie van Fanfare
- 2011 In Memoriam
- 2012 Queen of the Dolomites
- 2012 Roll of Honour
- 2013 Call of the Valley
- 2013 Campus Intrada
- 2013 Elburg Fantasy
- 2013 Adornia
- 2014 Pump it Up
- 2017 Pride of the Forest
- 2018 New Hampshire

### Werken voor brassband
- 1981 East-Anglia
- 1984 Crazy Music in the Air
- 1986 Dreaming
- 1986 Fresena (March)
- 1986 Fox from the North
- 1986 Suite Symétrique
  1. Prélude et Scherzo
  2. Choral Dorien
  3. Rondo d'Avignon
- 1987 Free World Fantasy
- 1987 Song of Praise
- 1988 Carribean Variations on a Tune
- 1988 Cornfield Rock
- 1988 Discoduction
- 1988 Cat named Bumpers Solo euphonium and brassband
- 1989 Oregon (Fantasy for band)
- 1989 Queens Park Melody
- 1990 La Storia
- 1991 Martini (March)
- 1992 Variazioni in Blue
- 1993 The Universal Band Collection
  1. Western Girl
  2. Just a Ballad
  3. Play the Game
  4. San Diego
  5. Final Dance
- 1993 Majestic Prelude
- 1995 Utopia[1]
- 1995 Concerto d'Amore
- 1995 Diogenes
- 1995 Westfort Overture
- 1996 Symphonic Variations
- 1997 Ross Roy Overture for Band
- 1997 Choral Music
- 1997 Contrasto Grosso
- 1998 Adagietto
- 1998 Yellow Mountains
- 2000 German Love-song
- 2001 Ammerland
- 2001 Pasadena
- 2002 Dakota – Indian sketches
  1. The Great Spirit
  2. Buffalo Hunting
  3. Smoking the Pipe
  4. The Ghost Dance
  5. Pilgrims at Wounded Knee
- 2003 The Saint and the City
- 2003 The Blues Factory
- 2004 Everest (March)
- 2004 Remembrance Day
- 2005 Nordic Fanfare and Hymn
- 2005 Elegy I (Jealousy)
- 2006 Eventide
- 2006 Pioneers of the Lowlands (March)
- 1207 Go for Brass! A Young Person’s Guide to the Brass Band
- 2007 The Heart of Lithuania
- 2009 Arkansas
- 2009 Monterosi
- 2010 Nostalgia voor hobo solo en harmonieorkest
- 2010 Viterbo (March)
- 2010 Lentini's Ballad
- 2011 In Memoriam
- 2012 Golden Pass
- 2013 Campus Intrada
- 2009 Bliss

### Werken voor variabele bezetting en jeugdorkest
- 1999 First Class 'In Concert'
  1. March along
  2. Beetle blues
  3. House party
  4. Slow motion
  5. Czardas
  6. Farmhouse rock
  7. Soul ballad
  8. English waltz
  9. Sunny samba
  10. Rhythm & blues
  11. Close finish
- 2001 First Class On Tour
  1. Welcome to the world
  2. Portugal
  3. Denmark
  4. Zimbabwe
  5. United States
  6. Bosnia-Hercegovina
  7. Turkey
  8. Brazil
  9. Russia
  10. Poland
  11. Egypt
  12. Greece
  13. England
- 2002 Band Time Expert
  1. Start Your Engines
  2. Something Like
  3. Who Did It?
  4. Take a Break
  5. Yankee Doodle Doo
  6. Autumn Holiday
  7. Spanish Nights
  8. Tell Me
  9. Indian Rock
  10. Arabesque
- 2003 Who Did It
- 2004 Postcard from Greece
- 2004 The Seminar Hymn
- 2005 Klezmania
- 2005 A Rossini Mix
- 2005 School's Cool
- 2005 Yin Yang Serenade
- 2011 Blue March and Boogie
- 2011 A Day at the Farm
  1. Arrival
  2. Cows
  3. Horses
  4. Cats
  5. Dogs
  6. Pigs
  7. Chickens
  8. Sheep and Goats
  9. Departure
- 2012 Hey Hey Hey!
- 2014 Pump it Up

### Musicals en Theatermuziek
- 2013 Idolaat! – musical voor het voortgezet onderwijs op teksten van Joost Marsman
- 2014 Kus me, ik ben een prins – musical voor de basisschool op teksten van Don Duyns
- 2006 Occis – muziektheater op teksten van Bas van Domburg